# Bornbruchsmoor
Das Bornbruchsmoor ist ein Naturschutzgebiet in der niedersächsischen Stadt Wittingen im Landkreis Gifhorn.
Das Naturschutzgebiet mit dem Kennzeichen NSG BR 073 ist 110 Hektar groß. Das 1972 ausgewiesene, 11 Hektar große, gleichnamige Naturwaldreservat ist in das Naturschutzgebiet einbezogen.
Das Naturschutzgebiet liegt östlich von Knesebeck und stellt einen Bereich im Nordwesten des Malloh unter Schutz, der von natürlichen und naturnahem Wäldern geprägt wird. Im Waldgebiet sind Stieleichen-, Erlenbruch- und Kiefern-Birken-Moorwald zu finden. Der als Naturwald ausgewiesene Bereich befindet sich im Nordwesten des Schutzgebietes. Er wird seiner natürlichen Entwicklung überlassen. 
Neben den Waldbereichen kommen Übergangsmoore, Feuchtwiesen und Seggenrieder vor. Daneben sind an mehreren Stellen Teiche zu finden. Durch das Naturschutzgebiet verlaufen mehrere Bäche, die in Knesebeck den Knesebach bilden. Der Knesebach ist ein Nebengewässer der Ise, die in Gifhorn in die Aller mündet. 
Das Gebiet steht seit dem 16. Januar 1986 unter Naturschutz. Zuständige untere Naturschutzbehörde ist der Landkreis Gifhorn.

## Planung der Autobahn 39
Die Autobahn GmbH des Bundes plant den Weiterbau der Bundesautobahn 39 zwischen Lüneburg und Wolfsburg. Im Planungsabschnitt 6 zwischen Wittingen und Ehra verläuft die Vorzugsvariante im Bereich des Waldgebietes Malloh südlich von Knesebeck direkt westlich der Volkswagen-Teststrecke und damit in unmittelbarer Nähe des Naturschutzgebietes.